# Hauslabkogl
Hauslabkogl är en bergstopp i Österrike.   Den ligger i distriktet Imst och förbundslandet Tyrolen, i den västra delen av landet, 400 km väster om huvudstaden Wien. Toppen på Hauslabkogl är 3 203 meter över havet.
Terrängen runt Hauslabkogl är bergig åt sydost, men åt nordväst är den kuperad. Runt Hauslabkogl är det mycket glesbefolkat, med 6 invånare per kvadratkilometer.. Närmaste större samhälle är Obergurgl, 14,7 km nordost om Hauslabkogl. 
Trakten runt Hauslabkogl består i huvudsak av gräsmarker.